# César Orozco
César Orozco (Lima, 1930. április 14. – ?) perui nemzetközi labdarúgó-játékvezető.

## Pályafutása

### Nemzeti játékvezetés
Az I. Liga játékvezetőjeként 1980-ban vonult vissza.

### Nemzetközi játékvezetés
A Perui labdarúgó-szövetség Játékvezető Bizottsága (JB) terjesztette fel nemzetközi játékvezetőnek, a Nemzetközi Labdarúgó-szövetség (FIFA) 1966-tól tartotta nyilván bírói keretében. A FIFA JB központi nyelvei közül a spanyolt beszéli. Több nemzetek közötti válogatott és klubmérkőzést vezetett, vagy működő társának partbíróként segített. Az aktív nemzetközi játékvezetéstől 1980-ban búcsúzott.

#### Labdarúgó-világbajnokság
A világbajnoki döntőkhöz vezető úton Németországba a X., az 1974-es labdarúgó-világbajnokságra, valamint Argentínába a XI., az 1978-as labdarúgó-világbajnokságra a FIFA JB játékvezetőként alkalmazta. A FIFA JB elvárásának megfelelően, ha nem vezetett, akkor valamelyik működő társának segített partbíróként. Egy csoporttalálkozón és a második kör egyik összecsapásán szolgált partbíróként. Első alkalommal első számú besorolást kapott, a kor követelménye szerint a játékvezető sérülése esetén ő vezette volna tovább a játékot. Selejtező mérkőzéseket a CONMEBOL zónában vezetett. Világbajnokságon vezetett mérkőzéseinek száma: 1 + 2 (partbíró).

##### 1974-es labdarúgó-világbajnokság

###### Selejtező mérkőzés
| Időpont          | Helyszín                | Mérkőzés típusa           | Mérkőzés         | Eredmény |
| ---------------- | ----------------------- | ------------------------- | ---------------- | -------- |
| 1973. június 21. | Nemzeti Stadion, Bogotá | előselejtező (1. csoport) | Kolumbia–Ecuador | 1 – 1    |

##### 1978-as labdarúgó-világbajnokság

###### Selejtező mérkőzés
| Időpont           | Helyszín                | Mérkőzés típusa           | Mérkőzés          | Eredmény |
| ----------------- | ----------------------- | ------------------------- | ----------------- | -------- |
| 1977. február 24. | Nemzeti Stadion, Bogotá | előselejtező (1. csoport) | Kolumbia–Paraguay | 1 – 1    |

###### Világbajnoki mérkőzés
| Időpont          | Helyszín                           | Mérkőzés típusa              | Mérkőzés     | Eredmény | Nézők száma |
| ---------------- | ---------------------------------- | ---------------------------- | ------------ | -------- | ----------- |
| 1978. június 10. | Olímpico Chateau Carreras, Córdoba | csoportmérkőzés (2. csoport) | NSZK–Tunézia | 0 – 0    | 30 667      |

#### Copa América
Uruguay rendezte a 29., az 1967-es Copa América, a 30., az 1975-ös Copa América labdarúgó tornának nem volt házigazdája. Az 1975-ös volt az első torna Copa América néven. A Dél-amerikai Labdarúgó-szövetség (CONMEBOL) JB megbízásából játékvezetőként tevékenykedett.

##### 1967-es Copa América

###### Copa América mérkőzés
| Időpont            | Helyszín                         | Mérkőzés típusa | Mérkőzés         | Eredmény | Nézők száma |
| ------------------ | -------------------------------- | --------------- | ---------------- | -------- | ----------- |
| 1966. december 28. | Manuel FerreiraStadion, Asunción | selejtező       | Paraguay–Ecuador | 3 – 1    | 25 000      |
| 1971. február 3.   |                                  |                 |                  |          |             |

##### 1975-ös Copa América

###### Copa América mérkőzés
| Időpont              | Helyszín                  | Mérkőzés típusa | Mérkőzés         | Eredmény | Nézők száma |
| -------------------- | ------------------------- | --------------- | ---------------- | -------- | ----------- |
| 1975. szeptember 21. | El Campín Stadion, Bogotá | egyik elődöntő  | Kolumbia–Uruguay | 3 – 0    | 55 000      |

#### Nemzetközi kupamérkőzések
Vezetett kupadöntők száma: 5.

##### Copa Libertadores
| Időpont              | Helyszín                                     | Mérkőzés típusa         | Mérkőzés                                            | Eredmény | Nézők száma |
| -------------------- | -------------------------------------------- | ----------------------- | --------------------------------------------------- | -------- | ----------- |
| 1967. augusztus 15.  | Presidente Perón Stadion, Avellaneda         | döntő első mérkőzés     | Racing Club de Montevideo–Club Nacional de Football | 0 – 0    | 55 000      |
| 1967. augusztus 25.  | Estadio Centenario, Montevideo               | döntő második mérkőzés  | Club Nacional de Football–Racing Club de Montevideo | 0 – 0    | 60 000      |
| 1968. május 16.      | Estadio Centenario, Montevideo               | döntő harmadik mérkőzés | Estudiantes de La Plata–SE Palmeiras                | 2 – 0    | 55 000      |
| 1974. október 19.    | Estadio Nacional de Chile, Santiago de Chile | döntő harmadik mérkőzés | CA Independiente–São Paulo FC                       | 1 – 0    | 55 000      |
| 1977. szeptember 11. | Estádio Mineirão, Belo Horizonte             | második döntő mérkőzés  | Cruzeiro EC–CA Boca Juniors                         | 1 – 0    | 80 000      |